# Jorien Voorhuis
Jorien Johanna Maria Voorhuis (Hengelo, 26 de agosto de 1984) es una deportista neerlandesa que compitió en patinaje de velocidad sobre hielo.
Ganó dos medallas en el Campeonato Mundial de Patinaje de Velocidad sobre Hielo en Distancia Individual, plata en 2009 y bronce en 2011. Participó en los Juegos Olímpicos de Vancouver 2010, ocupando el sexto lugar en la prueba de persecución por equipos.

## Palmarés internacional
| Campeonato Mundial en Distancia Individual | Campeonato Mundial en Distancia Individual | Campeonato Mundial en Distancia Individual | Campeonato Mundial en Distancia Individual |
| Año                                        | Lugar                                      | Medalla                                    | Prueba                                     |
| ------------------------------------------ | ------------------------------------------ | ------------------------------------------ | ------------------------------------------ |
| 2009                                       | Richmond (Canadá)                          | Medalla de plata                           | Persecución por equipos                    |
| 2011                                       | Inzell (Alemania)                          | Medalla de bronce                          | 1500 m                                     |